# Vepsisk
Vepsisk er et sprog, der tales i Rusland (Republikken Karelija, sammen med russisk og karelsk). Vepsisk er et agglutinerende sprog og tilhører sammen med bl. a. estisk, samisk og ungarsk den uralske sprogfamilie.